# Sportclub Sand 1946 2019-2020 (calcio femminile)
Questa voce raccoglie le informazioni riguardanti lo Sportclub Sand 1946 nelle competizioni ufficiali della stagione 2019-2020.

## Divise e sponsor
Il main sponsor era Feger Bau mentre quello tecnico, fornitore delle tenute da gioco, era Erima.
|  | Casa | Trasferta |

## Organigramma societario
Area tecnica
- Allenatore: Sascha Glass (fino al 31 dicembre 2019)
- Allenatore: Sven Thoß (dal 1º gennaio 2020)
- Allenatore in seconda:
- Allenatore dei portieri:
- Preparatori atletici:

## Rosa
Rosa, ruoli e numeri di maglia come da sito societario, aggiornati al 26 gennaio 2022, integrata dal sito della Federcalcio tedesca (DFB)..
| N. |                          | Ruolo | Calciatrice     |
| -- | ------------------------ | ----- | --------------- |
| 1  | Germania (bandiera)      | P     | Charlotte Voll  |
| 3  | Paesi Bassi (bandiera)   | D     | Myrthe Moorrees |
| 5  | Irlanda (bandiera)       | D     | Diane Caldwell  |
| 6  | Germania (bandiera)      | D     | Lisa Schöppl    |
| 7  | Germania (bandiera)      | C     | Anne van Bonn   |
| 8  | Polonia (bandiera)       | C     | Nadine Prohaska |
| 9  | Germania (bandiera)      | A     | Dörthe Hoppius  |
| 10 | Serbia (bandiera)        | C     | Dina Blagojević |
| 11 | Germania (bandiera)      | A     | Jasmin Sehan    |
| 13 | Nuova Zelanda (bandiera) | A     | Paige Satchell  |

| N. |                        | Ruolo | Calciatrice          |
| -- | ---------------------- | ----- | -------------------- |
| 15 | Polonia (bandiera)     | C     | Agnieszka Winczo     |
| 17 | Germania (bandiera)    | D     | Franziska Fiebig     |
| 18 | Austria (bandiera)     | D     | Marina Georgieva     |
| 19 | Paesi Bassi (bandiera) | A     | Pia Rijsdijk         |
| 20 | Germania (bandiera)    | P     | Manon Klett          |
| 23 | Polonia (bandiera)     | C     | Patrycja Balcerzak   |
| 24 | Austria (bandiera)     | A     | Viktoria Pinther     |
| 25 | Germania (bandiera)    | D     | Michaela Brandenburg |
| 27 | Germania (bandiera)    | D     | Ricarda Schaber      |

## Calciomercato

### Sessione estiva
| Acquisti | Acquisti             | Acquisti            | Acquisti   |
| R.       | Nome                 | da                  | Modalità   |
| -------- | -------------------- | ------------------- | ---------- |
| P        | Manon Klett          | Gütersloh           | definitivo |
| D        | Patrycja Balcerzak   | Górnik Łęczna       | definitivo |
| D        | Michaela Brandenburg | Wolfsburg II        | definitivo |
| D        | Myrthe Moorrees      | Twente              | definitivo |
| A        | Dörthe Hoppius       | MSV Duisburg        | definitivo |
| A        | Pia Rijsdijk         | ADO Den Haag        | definitivo |
| A        | Paige Satchell       | Three Kings United  | definitivo |
| A        | Charlotte Voll       | Paris Saint-Germain | definitivo |
| A        | Agnieszka Winczo     | Cloppenburg         | definitivo |

| Cessioni | Cessioni         | Cessioni              | Cessioni   |
| R.       | Nome             | a                     | Modalità   |
| -------- | ---------------- | --------------------- | ---------- |
| P        | Carina Schlüter  | Bayern Monaco         | definitivo |
| D        | Letícia Santos   | Eintracht Francoforte | definitivo |
| D        | Claire Savin     | Paris FC              | definitivo |
| D        | Laura Vetterlein | West Ham              | definitivo |
| D        | Jana Vojteková   | Friburgo              | definitivo |
| C        | Isabelle Meyer   | St. Pölten            | definitivo |
| C        | Jennifer Schlee  | Vorwärts Spoho 98     | definitivo |
| A        | Andreia Norton   | Inter                 | definitivo |
| A        | Nina Burger      | Neulengbach           | definitivo |
| A        | Milena Nikolić   | Bayer Leverkusen      | definitivo |

### Sessione invernale
| Acquisti | Acquisti     | Acquisti | Acquisti   |
| R.       | Nome         | da       | Modalità   |
| -------- | ------------ | -------- | ---------- |
| C        | Marion Gavat | Sand II  | definitivo |

| Cessioni | Cessioni     | Cessioni         | Cessioni   |
| R.       | Nome         | a                | Modalità   |
| -------- | ------------ | ---------------- | ---------- |
| C        | Lisa Schöppl | Bayern Monaco II | definitivo |

## Risultati

### Frauen-Bundesliga

#### Girone di andata
| Arbitro: | Weigelt (Lipsia) |

|                   |           |  |
| Harder 48’ (rig.) | Marcatori |  |

| Arbitro: | Appelmann (Alzey) |

|                                     |           |  |
| Fiebig 18’, 62’ Van Bonn 29’ (rig.) | Marcatori |  |

| Friburgo in Brisgovia 15 settembre 2019, ore 14:00 CEST 3ª giornata | Friburgo                  | 0 – 0 referto | Sand | Möslestadion (1 483 spett.)\| Arbitro: \| Wacker (Lehrensteinsfeld) \| |
| Arbitro:                                                            | Wacker (Lehrensteinsfeld) |               |      |                                                                        |

| Arbitro: | Biehl (Siesbach) |

|  |           |                                                           |
|  | Marcatori | 12’ Dallmann 60’, 89’ Islacker 67’ Damnjanović 86’ Rolser |

| Arbitro: | Kunkel (Amburgo) |

|             |           |                             |
| Rudelić 47’ | Marcatori | 25’ Prohaska 73’ Blagojević |

| Arbitro: | Weigelt (Lipsia) |

|                                      |           |  |
| Fiebig 27’ Schaber 65’ Balcerzak 90’ | Marcatori |  |

| Arbitro: | Appelmann (Alzey) |

|  |           |                        |
|  | Marcatori | 10’ Morina 63’ Maksuti |

| Arbitro: | Wacker (Marbach am Neckar) |

|                  |           |  |
| Billa 31’ (rig.) | Marcatori |  |

| Arbitro: | Michel (Gau-Odernheim) |

|  |           |                                                   |
|  | Marcatori | 6’ (aut.) van Bonn 31’, 47’ Ehegötz 78’ Prašnikar |

| Arbitro: | Heimann (Gladbeck) |

|  |           |                            |
|  | Marcatori | 48’ Blagojević 58’ Schaber |

| Arbitro: | Söder (Ingolstadt) |

|                             |           |            |
| Brandenburg 41’ Schaber 48’ | Marcatori | 71’ Rinast |

#### Girone di ritorno
| Arbitro: | Schwermer (Rieder) |

|  |           |                                         |
|  | Marcatori | 10’ Jakabfi 27’, 50’ (rig.), 81’ Harder |

| Arbitro: | Stolz (Pritzwalk) |

|                                                     |           |                        |
| Schüller 5’, 32’ (rig.), 70’ Anyomi 9’ Feldkamp 64’ | Marcatori | 35’ Fiebig 77’ Hoppius |

| Arbitro: | Heimann (Gladbeck) |

|  |           |                     |
|  | Marcatori | 11’ Bühl 64’ Lotzen |

| Arbitro: | Derlin (Bad Schwartau) |

|                                               |           |             |
| Damnjanović 18’ Leupolz 41’ Boye Sørensen 79’ | Marcatori | 42’ Hoppius |

| Arbitro: | Söder (Ingolstadt) |

|                |           |  |
| Blagojević 18’ | Marcatori |  |

| Arbitro: | Biehl (Siesbach) |

|                                  |           |               |
| Nüsken 9’ Freigang 37’ Dunst 76’ | Marcatori | 5’ Blagojević |

| Arbitro: | Diekmann (Dortmund) |

|  |           |                            |
|  | Marcatori | 45’ Pinther 90’ Blagojević |

| Arbitro: | Michel (Gau-Odernheim) |

|  |           |                                               |
|  | Marcatori | 6’, 29’, 45’ Naschenweng 35’, 42’, 64’ Hartig |

| Arbitro: | Heidenreich (Sereetz) |

|                              |           |              |
| Elsig 11’ (rig.) Mesjasz 14’ | Marcatori | 60’ Moorrees |

| Arbitro: | Söder (Ingolstadt) |

|                                          |           |                                    |
| Van Bonn 17’ Pinther 32’, 76’ Winczo 60’ | Marcatori | 9’ Tellenbröker 37’ (rig.) Fudalla |

| Arbitro: | Westerhoff (Bochum) |

|             |           |  |
| Barrett 63’ | Marcatori |  |

### DFB-Pokal
| Arbitro: | Fritz (Abtsgmünd) |

|  |           |                  |
|  | Marcatori | 30’, 75’ Schaber |

| Arbitro: | Wildfeuer (Lubecca) |

|  |           |                              |
|  | Marcatori | 42’ Brandenburg 81’ Van Bonn |

| Arbitro: | Heimann (Gladbeck) |

|                        |           |                                  |
| Grünheid 56’, 73’, 75’ | Marcatori | 8’ Pinther 90+1’ (rig.) Van Bonn |

## Statistiche

### Statistiche di squadra
| Competizione         | Punti | In casa | In casa | In casa | In casa | In casa | In casa | In trasferta | In trasferta | In trasferta | In trasferta | In trasferta | In trasferta | Totale | Totale | Totale | Totale | Totale | Totale | DR  |
| Competizione         | Punti | G       | V       | N       | P       | Gf      | Gs      | G            | V            | N            | P            | Gf           | Gs           | G      | V      | N      | P      | Gf     | Gs     | DR  |
| -------------------- | ----- | ------- | ------- | ------- | ------- | ------- | ------- | ------------ | ------------ | ------------ | ------------ | ------------ | ------------ | ------ | ------ | ------ | ------ | ------ | ------ | --- |
| Frauen-Bundesliga    | 13    | 11      | 5       | 0       | 6       | 13      | 26      | 11           | 3            | 1            | 7            | 11           | 17           | 22     | 8      | 1      | 13     | 24     | 43     | -19 |
| DFB-Pokal der Frauen | -     | -       | -       | -       | -       | -       | -       | 3            | 2            | 0            | 1            | 6            | 3            | 3      | 2      | 0      | 1      | 6      | 3      | +3  |
| Totale               | -     | 11      | 5       | 0       | 6       | 13      | 26      | 14           | 5            | 1            | 8            | 17           | 20           | 25     | 10     | 1      | 14     | 30     | 46     | -16 |

### Andamento in campionato
| Giornata  | 1 | 2 | 3 | 4 | 5 | 6 | 7 | 8 | 9 | 10 | 11 | 12 | 13 | 14 | 15 | 16 | 17 | 18 | 19 | 20 | 21 | 22 |
| --------- | - | - | - | - | - | - | - | - | - | -- | -- | -- | -- | -- | -- | -- | -- | -- | -- | -- | -- | -- |
| Luogo     | T | C | T | C | T | C | C | T | C | T  | C  | C  | T  | C  | T  | C  | T  | T  | C  | T  | C  | T  |
| Risultato | P | V | N | P | V | V | P | P | P | V  | V  | P  | P  | P  | P  | V  | P  | V  | P  | P  | V  | P  |
| Posizione | 9 | 5 | 8 | 9 | 6 | 6 | 7 | 7 | 8 | 7  | 6  | 7  | 7  | 8  | 8  | 7  | 8  | 8  | 8  | 8  | 8  | 8  |

Legenda:

Luogo: C = Casa; T = Trasferta. Risultato: V = Vittoria; N = Pareggio; P = Sconfitta.

### Statistiche delle giocatrici
| Giocatore      | Frauen-Bundesliga | Frauen-Bundesliga | Frauen-Bundesliga | Frauen-Bundesliga | DFB-Pokal der Frauen | DFB-Pokal der Frauen | DFB-Pokal der Frauen | DFB-Pokal der Frauen | Totale   | Totale | Totale      | Totale     |
| Giocatore      | Presenze          | Reti              | Ammonizioni       | Espulsioni        | Presenze             | Reti                 | Ammonizioni          | Espulsioni           | Presenze | Reti   | Ammonizioni | Espulsioni |
| -------------- | ----------------- | ----------------- | ----------------- | ----------------- | -------------------- | -------------------- | -------------------- | -------------------- | -------- | ------ | ----------- | ---------- |
| P. Balcerzak   | 15                | 1                 | 3                 | 0                 | 2                    | 0                    | 2                    | 0                    | 17       | 1      | 5           | 0          |
| D. Blagojević  | 21                | 5                 | 2                 | 0                 | 3                    | 0                    | 1                    | 0                    | 24       | 5      | 3           | 0          |
| M. Brandenburg | 18                | 1                 | 3                 | 0                 | 2                    | 1                    | 0                    | 0                    | 20       | 2      | 3           | 0          |
| D. Caldwell    | 21                | 0                 | 5                 | 0                 | 3                    | 0                    | 0                    | 0                    | 24       | 0      | 5           | 0          |
| F. Fiebig      | 22                | 4                 | 2                 | 0                 | 3                    | 0                    | 1                    | 0                    | 25       | 4      | 3           | 0          |
| M. Gavat       | 5                 | 0                 | 0                 | 0                 | 0                    | 0                    | 0                    | 0                    | 5        | 0      | 0           | 0          |
| M. Georgieva   | 5                 | 0                 | 0                 | 0                 | 1                    | 0                    | 1                    | 0                    | 6        | 0      | 1           | 0          |
| D. Hoppius     | 21                | 2                 | 0                 | 0                 | 2                    | 0                    | 0                    | 0                    | 23       | 2      | 0           | 0          |
| M. Klett       | 13                | -27               | 0                 | 0                 | 2                    | 0                    | 0                    | 0                    | 15       | -27    | 0           | 0          |
| M. Kurek       | 1                 | 0                 | 0                 | 0                 | -                    | -                    | -                    | -                    | 1        | 0      | 0           | 0          |
| M. Lohmann     | 5                 | 0                 | 0                 | 0                 | 1                    | 0                    | 0                    | 0                    | 6        | 0      | 0           | 0          |
| M. Moorrees    | 19                | 1                 | 6                 | 1                 | 3                    | 0                    | 0                    | 0                    | 22       | 1      | 6           | 1          |
| V. Pinther     | 21                | 3                 | 1                 | 0                 | 3                    | 1                    | 0                    | 0                    | 24       | 4      | 1           | 0          |
| N. Prohaska    | 19                | 1                 | 7                 | 0                 | 3                    | 0                    | 1                    | 0                    | 22       | 1      | 8           | 0          |
| P. Rijsdijk    | 7                 | 0                 | 0                 | 0                 | 2                    | 0                    | 0                    | 0                    | 9        | 0      | 0           | 0          |
| P. Satchell    | 10                | 0                 | 0                 | 0                 | 0                    | 0                    | 0                    | 0                    | 10       | 0      | 0           | 0          |
| R. Schaber     | 20                | 3                 | 1                 | 0                 | 2                    | 2                    | 0                    | 0                    | 22       | 5      | 1           | 0          |
| L. Schöppl     | 0                 | 0                 | 0                 | 0                 | 0                    | 0                    | 0                    | 0                    | 0        | 0      | 0           | 0          |
| J. Sehan       | 11                | 0                 | 0                 | 0                 | 2                    | 0                    | 0                    | 0                    | 13       | 0      | 0           | 0          |
| A. Van Bonn    | 22                | 2                 | 0                 | 0                 | 3                    | 2                    | 0                    | 0                    | 25       | 4      | 0           | 0          |
| C. Voll        | 8                 | -14               | 0                 | 0                 | 1                    | -3                   | 0                    | 0                    | 9        | -17    | 0           | 0          |
| M. Wahl        | 2                 | -2                | 0                 | 0                 | 0                    | 0                    | 0                    | 0                    | 2        | -2     | 0           | 0          |
| A. Winczo      | 20                | 1                 | 0                 | 0                 | 3                    | 0                    | 0                    | 0                    | 23       | 1      | 0           | 0          |